# Дружба (Владимирская область)
Дружба — посёлок в Камешковском районе Владимирской области России, входит в состав Брызгаловского муниципального образования.

## География
Посёлок расположен в 5 км на юго-запад от центра поселения посёлка Имени Карла Маркса, в 5 км на северо-восток от райцентра Камешково и в 2 км от ж/д станции Новки на линии Владимир — Ковров. На западе к посёлку примыкает село Эдемское.

## История
В 1965 году посёлок отделения «Сельхозтехника» Брызгаловского сельсовета был переименован в посёлок Дружба. С 2005 года входит в состав Брызгаловского муниципального образования.

## Население
| 2002 | 2010 | 2021 |
| ---- | ---- | ---- |
| 909  | ↘796 | ↘393 |

## Инфраструктура
В посёлке имеется фельдшерско-акушерский пункт

## Экономика
В посёлке работает котельный завод «Автоматик-Лес»